# 張雲翼 (清初)
張雲翼（？—1709年），字鵬扶，陝西西安府咸寧縣（今陝西省西安市長安區）人，清初大臣、將領、侯爵。靖逆將軍張勇之子，官至江南提督，爵襲一等靖逆侯，諡號恪定。
其父乃是南明、三藩之亂等屢立戰功的靖逆將軍張勇，因此受父親而獲得了一品官廕生的身分，而後更從優以大四品京堂用（京師各衙門的堂官），遂在不久便出任正四品的大理寺少卿一職，並且歷任太僕寺卿、太常寺卿、大理寺卿，康熙二十五年（1686年）承襲其父的一等靖逆侯的爵位，接著便轉任福建陸路提督，隨後便一直擔任軍職，官至從一品江南提督。康熙四十八年（1709年）過世，贈太子太保、兵部尚書，予祭葬，諡號恪定。
乾隆五十九年（1794年），家族特恩編入正黃旗漢軍。

## 生平
因其父從一品武官的身分，張雲翼獲得了一品官廕生（監生的一種）的出身。
康熙十四年（1675年），閏五月五日（6月27日），吏部上奏康熙帝，言道其父靖逆將軍、甘肅提督、靖逆侯張勇，在三藩之亂之中屢立戰功，今又恢復河州（今甘肅臨夏）、洮州（今甘肅臨潭），擊敗來犯的王輔臣部將潘瑀、曾文耀，乃是為國効力、克盡忠誠。因此上奏向皇帝建議，讓其子一品官廕生張雲翼，從優以大四品京堂用，康熙帝允之。
康熙十八年（1679年），十一月一日（12月13日），從四品的大理寺少卿張雲翼升任從三品的太僕寺卿。
康熙十九年（1680年），九月二十九日（11月19日），從三品的太僕寺卿張雲翼升任為正三品的太常寺卿。
康熙二十年（1681年），二月十日（3月29日），正三品的太常寺卿張雲翼升任為正三品的大理寺卿。
康熙二十二年（1683年），三月二十日（4月16日），大理寺卿張雲翼，上疏請求回籍省親，康熙帝允之。
康熙二十三年（1684年），四月二十八日（6月10日），因其父靖逆將軍侯、甘肅提督張勇，在甘州府病篤，因此皇帝下令其子大理寺卿張雲翼，馳驛、同御醫前往調治。
康熙二十五年（1686年），先襲封了父親的一等靖逆侯爵位。四月二十四日（5月16日），因原福建陸路提督萬正色，被調任雲南提督。因此大理寺卿張雲翼，被升任為從一品福建陸路提督，成為福建省綠營最高長官，此時其上司為福建巡撫張仲舉。

## 家庭
- 父一等靖逆侯、甘肃提督張勇 (明末清初)。
- 子张宗仁，乾隆二十四年（1759）己卯科举人，内阁中书，第三代一等靖逆侯，康熙四十九年（1710年）袭爵。妻高景芳（胞弟镶黄旗汉军、康熙五十二年（1713年）癸巳恩科武进士、御前侍卫高钦，康熙五十六年（1717）丁酉科武举人高钰；时隶镶黄旗汉军髙铨佐领下，髙铨曾任镶黄旗汉军第二㕘领第三佐领（系顺治三年、1646年设立），载《钦定八旗通志：武进士、武举人》），著《红雪轩稿》六卷（康熙五十七年夫张宗仁、康熙五十八年（1719）弟高钦序，自序，载《钦定八旗通志：艺文志》）。
- 孙儿张谦，康熙五十九年袭一等侯。
- 曾孙张承勋，乾隆十九年袭其高祖张勇之一等侯，授散秩大臣，乾隆五十七年正黄旗汉军副都统，五十九年家族特恩编入正黄旗汉军（载《钦定八旗通志：异姓封爵》），又任镶白旗汉军都统、杭州将军，《國史列傳》有传。其子张秉枢，袭爵，广州副都统。